# 张劲松
张劲松（1973年9月7日—），山西太原人，中国篮球運動員、教练。他曾代表中国国家男子篮球队6次夺得亚洲篮球锦标赛金牌，为赛会纪录（与巩晓彬并列）；也曾随八一男篮8次赢得CBA总冠军，为联盟纪录（与李楠、朱芳雨、王仕鹏、周鹏、苏伟并列）。以防守积极、作风硬朗而著称，有“拼命三郎”、“钢铁战士”之称。

## 球员生涯
张劲松从小在体工队大院长大，1983年进入太原市体育运动学校学习篮球，1986年进入山西省体工队。1987年加盟八一男篮，1989年从青年队升入一队。1995年CBA成立后，张劲松与王治郅、刘玉栋、李楠、范斌、阿的江等球员一起缔造了八年七冠（含六连冠）的“八一王朝”。
张劲松于1992年首次入选中国国家男子篮球队，之后连续七次参加亚锦赛，其中数度是以主力身份出战，收获6金1铜。他还代表中国队参加了1994年世锦赛和2000年、2004年奥运会，其中1994年和2004年都打入前八，为中国队在世界大赛上的最佳战绩。
2006年，张劲松本欲退役，后因王治郅回归而决定再战一年。2006-07赛季季后赛首轮，张劲松遭遇胯骨撕脱性骨折，医生判断需静养两个月，但他在12天后就回到赛场。总决赛上，他场均得到12.6分（三分球24投13中），成为王治郅身边的球队第二得分手，力助八一队拿到队史第八座总冠军。中央军委委员、总政治部主任李继耐盛赞张劲松为“钢铁战士”。:219-225
张劲松在篮球场上以强硬的防守和全身心的投入著称，有“拼命三郎”的绰号。进攻端以三分球见长，曾夺得1998年CBA全明星周末三分大赛冠军。

## 教练生涯
2006-07赛季夺冠后张劲松当即退役，改掌教鞭，曾出任八一男篮助理教练、中国国家青年男篮主教练。

## 家庭
张劲松的父亲张广闻是排球运动员、教练，母亲吕玉芳也曾是篮球运动员。表侄邸晓伟曾与张劲松同时效力于八一男篮。
2002年与朱晓烨举办婚礼。两人生有一子。

## 外部連結
- 张劲松在fiba.basketball（英语）
- 张劲松在fiba.basketball（英语）
- 张劲松在archive.fiba.com（archived）（英语）
- 张劲松在中国男子篮球职业联赛
- 张劲松在Basketball-Reference.com（國際）（英语）
- 张劲松在Eurobasket.com（教練）（英语）
- 张劲松在RealGM（英语）
- 张劲松在Proballers（英语）
- 张劲松在Olympedia（英语）